# Бишимбаев, Куандык Валиханович
Куанды́к Валиха́нович Бишимба́ев (каз. Қуандық Уәлиханұлы Бишімбаев; род. 11 апреля 1980, Кзыл-Орда, Казахская ССР, СССР) — бывший казахстанский государственный и политический деятель, дважды судимый по статьям уголовного кодекса Республики Казахстан.
С 2001 по 2017 год работал на разных должностях в правительстве и государственных компаниях. В 2016 году был министром национальной экономики, а также баллотировался в Мажилис Парламента от правящей партии «Нур Отан». В 2017 году был арестован по факту получения взяток в особо крупном размере, присвоения и растраты. В 2018 году получил десятилетний срок с конфискацией имущества и пожизненным лишением права занимать государственные должности, но уже в 2019 году вышел по условно-досрочному освобождению.
В ноябре 2023 года арестован по обвинению в убийстве жены. 13 мая 2024 года за совершённое преступление Бишимбаев был приговорён к 24 годам лишения свободы.

## Биография

### Происхождение и образование
Родился 11 апреля 1980 года в Кызыл-Орде Казахской ССР. Происходит из рода шымыр племени дулатов старшего жуза. Отец, Бишимбаев Валихан Козыкеевич, занимал пост ректора Кызылординского института агропромышленного производства (1990—1996), Таразского государственного университета имени М. Х. Дулати (1996—2001) и Южно-Казахстанского государственного университета имени М. Ауэзова (2001—2012), а с 2012 по 2016 год был депутатом Мажлиса Парламента V созыва от партии «Нур Отан».
В 1999 году Куандык Бишимбаев окончил Казахскую государственную академию управления в городе Алматы.
В 2001 году получил степень магистра Таразского государственного университета имени М. Х. Дулати в городе Тараз и Университета Джорджа Вашингтона в городе Вашингтон. Во втором он учился по программе Болашак.

### Трудовая деятельность
- В 2001—2002 годах — менеджер управления заимствования и структурного финансирования, а затем главный менеджер Управления казначейских операций в Банке развития Казахстана.
- В 2002—2003 годах — начальник отдела функционального анализа Департамента бюджетной политики и планирования, заместитель начальника Управления инвестиционного планирования и анализа Министерства экономики и бюджетного планирования Республики Казахстан.
- В 2003—2004 годах — управляющий директор, член правления АО «Национальный инновационный фонд».
- В 2004—2005 годах — заместитель председателя правления, член правления АО «Центр маркетинговых и аналитических исследований».
- С февраля по октябрь 2005 года — вице-президент АО «Корпорация „Ордабасы“», председатель совета директоров АО «Интеркомшина».
- В 2005—2006 годах — советник Министра экономики и бюджетного планирования Республики Казахстан.
- С февраля по октябрь 2006 года — советник заместителя Премьер-министра Республики Казахстан.
- В 2006—2007 годах — президент АО «Центр развития торговой политики» при Министерстве индустрии и торговли Республики Казахстан.
- С января 2007 по февраль 2008 года — заместитель Министра индустрии и торговли Республики Казахстан.
- С 14 февраля по июль 2008 года — заведующий Отделом социально-экономического мониторинга Администрации Президента Республики Казахстан.
- С мая 2009 года — вновь заведующий Отделом социально-экономического мониторинга Администрации Президента Республики Казахстан.
- С мая 2009 года по 13 марта 2010 года — помощник Президента Республики Казахстан.
- С 16 марта 2010—2011 года — заместитель Министра торговли и экономического развития РК.
- С мая 2011 года по май 2013 года — заместитель председателя правления фонда «Самрук-Казына».
- С 30 мая 2013 года по 5 мая 2016 года — Председатель правления Национального управляющего холдинга «Байтерек».
- С 6 мая по 28 декабря 2016 года — Министр национальной экономики Республики Казахстан[5][6].

### Политическая деятельность
На парламентских выборах в Казахстане в 2016 году шёл в партийном списке партии «Нур Отан» как кандидат в депутаты Мажилиса Парламента. Партия в тот год получила 84 из 98 мандатов, но Бишимбаев в Мажилис не вошёл.

## Преступления

### Коррупционное дело
10 января 2017 года Национальным бюро по противодействию коррупции Бишимбаев был задержан, а 12 арестован, по факту неоднократного получения взяток в особо крупном размере, в группе лиц по сговору. Позже было заявлено, что его подозревают в хищении одного миллиарда тенге — по версии следствия, подозреваемый, будучи главой АО «НУХ Байтерек», организовал преступную схему при строительстве завода листового стекла в Кызылорде через подведомственные компании.
9 февраля 2018 года президент Казахстана Нурсулстан Назарбаев на расширенном заседании правительства сообщил, что ему жалко Бишимбаева, поскольку последнего обучали по «Болашаку», вкладывали надежду, тратили время и средства.
14 марта 2018 года специализированный межрайонный суд по уголовным делам Астаны признал экс-министра Куандыка Бишимбаева виновным по статьям 366 (получение взятки) и 189 (присвоение или растрата вверенного чужого имущества) Уголовного кодекса Республики Казахстан и приговорил его к 10 годам лишения свободы с отбыванием наказания в учреждении уголовно-исполнительной системы максимальной безопасности с пожизненным лишением права занимать руководящие должности на государственной службе, в государственных организациях и организациях, в уставном капитале которых доля государства составляет более 50 %, с конфискацией имущества, приобретённого на средства, добытые преступным путём.
28 декабря 2018 года Толебийский районный суд Туркестанской области частично удовлетворил ходатайство Куандыка Бишимбаева об облегчении условий содержания и определил отбывание в колонии общего режима.
25 сентября 2019 года Куандык Бишимбаев Абайский районный суд города Шымкента удовлетворил представление об условно-досрочном освобождении экс-министра. Окончательно он вышел на свободу 11 октября 2019 года. За Бишимбаевым был установлен период пробационного контроля. Он закончился в начале 2021 года.

### Убийство жены
9 ноября 2023 года Куандык Бишимбаев был задержан за убийство своей гражданской супруги Салтанат Нукеновой.
Согласно материалам дела, накануне они были на концерте Димы Билана в Астане, где поссорились. Далее продолжили ссориться в ресторане, который фактически принадлежал Бишимбаеву. Утром 9 ноября в холле ресторана Бишимбаев повалил Нукенову на пол, долго пинал, затем уволок в туалетную кабинку ресторана. Женщина пыталась там спрятаться, но Бишимбаев выбил дверь и продолжил избиение, в результате которого Нукенова скончалась.
Впоследствии патологоанатом заявил о «неоднократных, целенаправленных ударах по жизненно важным органам». Только по голове женщины было нанесено более двенадцати-тринадцати ударов тупым предметом. Байжанов распустил персонал ресторана и попытался стереть записи камер, за что был обвинён в укрывательстве и недонесении о преступлении. В марте 2024 года в Специализированном межрайонном суде по уголовным делам Астаны началось рассмотрение дела Куандыка Бишимбаева по двум статьям: п. 5, ч. 2 ст. 99 УК РК «Убийство с особой жестокостью» и п. 1, ч. 2 ст. 110 УК РК «Истязание». Защита настаивала на трактовке его действий как непредумышленного убийства, а также ходатайствовала, чтобы дело Бишимбаева рассматривал суд присяжных.
По итогам судебного процесса Бишимбаева признали виновным по двум статьям УК Казахстана — 99-й («Убийство с особой жестокостью») и 110-й («Истязание») и приговорили к 24 годам лишения свободы с отбыванием в учреждении уголовно-исполнительной системы максимальной безопасности.
Дело Бишимбаева вызвало критику мягкого законодательства Казахстана в отношении семейно-бытового насилия, так как Бишимбаев на протяжении брака безнаказанно подвергал супругу побоям, из-за которых та часто ходила в синяках. В апреле 2024 года Мажлисом и Сенатом Казахстана был одобрен закон, ужесточающий наказания за домашнее насилие.

## Прочие должности
- С 2007 года член совета директоров АО «Банк развития Казахстана». Переизбран 13 марта 2012 года.
- C августа 2007 года Председатель совета директоров АО «Казахстанское контрактное агентство».
- С сентября 2007 по апрель 2008 года член совета директоров АО "НК "СПК «Онтустік».
- С октября 2007 по январь 2008 года член совета директоров АО "НК "СПК «Каспий», председатель совета директоров АО "НК "СПК «Тобол».
- С мая 2009 года член совета директоров АО «ФНБ „Самрук-Казына“».
- C октября 2009 по июнь 2010 года член совета директоров АО «Новый университет Астаны».
- С декабря 2008 года член ассоциации «Болашак».
- С 3 июля по 19 августа 2008 года Председатель правления АО «Национальный информационный холдинг „Арна Медиа“».
- С 2009 года Председатель Инновационного комитета НДП Партия «Нур Отан».
- Член Совета директоров АО "НАК «Казатомпром».
- С июля 2009 года член совета директоров АО «Национальный медицинский холдинг».
- С мая 2011 по 2013 год Председатель совета директоров АО «Казпочта».
- С мая 2011 по января 2012 года Председатель совета директоров АО "НК «Казахстан темир жолы».
- С июня 2011 года Председатель совета директоров АО «Фонд недвижимости „Самрук-Казына“».
- С сентября 2011 года Председатель совета директоров АО «Национальный инновационный фонд».
- В апреле 2012 года член наблюдательного совета ТОО «Объединённая химическая компания».
- 28 апреля 2014 года Председатель совета директоров АО «Банк развития Казахстана».
- С 7 марта 2015 года Председатель Совета ассоциации «Болашак».

## Личная жизнь
Куандык Бишимбаев владеет казахским, русским и английским языками. У него есть трое сыновей и дочь.
Дед: Бишимбаев, Козыке (15 апреля 1926 — 8 декабря 2014) — полковник, почетный сотрудник КГБ СССР, начальник управления КГБ по Кзыл-Ординской области (1970—1982).
Отец: Бишимбаев, Валихан Козыкеевич — с 1990 по 1996 годы — ректор Кызыл-Ординского института агропромышленного производства (1990—1996), Таразского государственного университета имени М. Х. Дулати (1996—2001), Южно-Казахстанского государственного университета имени М. О. Ауэзова (2001—2012), академик НАН РК.
Мать — Нурлыбекова Альмира Балтабаевна (21 января 1953 г. р.).
Первый брак: Айгерим Жанатовна Раимбекова (сын: Аль-Искандер Валихан (2000 г. р.)).
Второй брак: Кахарман (Бабагулова) Назым Кахарманкызы (до октября 2020 года). Трое детей (сыновья: Мансур (2009 г. р.), Карим (2011 г. р.); дочь Рания (2013 г. р.)). Дети сменили фамилию "Бишимбаев " на " Кахарман "
Третий брак (неофициально): Нукенова, Салтанат Амангельдиевна (2022—2023) — блогер-астролог; племянница бывшего акима города Павлодар Нукенова Кайрата. 9 ноября 2023 года Бишимбаев совершил убийство жены, за которое был приговорён к 24 годам лишения свободы 13 мая 2024 года.